# Orthetrum azureum
Orthetrum azureum är en trollsländeart. Orthetrum azureum ingår i släktet Orthetrum och familjen segeltrollsländor. IUCN kategoriserar arten globalt som livskraftig.

## Underarter
Arten delas in i följande underarter:
- O. a. azureum
- O. a. lugubre